# Château de Nidau
Le château de Nidau est un château situé dans la ville bernoise de Nidau, en Suisse.

## Histoire
Le premier château de bois bâti sur le site remonte à 1140 ; il est détruit et remplacé par un nouveau bâtiment en 1180 dont la première mention écrite remonte au 30 août 1196, lorsqu'il est occupé par le comte Ulrich III de Neuchâtel. Le premier château de pierre est construit au début du XIIIe siècle sous la forme d'un donjon d'environ 40 mètres de hauteur et de 11 mètres de côté environ. À la fin du siècle, le mur d'enceinte est ajouté avec ses trois tours rondes et entouré de douves remplies par la Thielle ; c'est à la même époque que le village de Nidau est fondé au sud du château. Le dernier comte de Nidau, Rodolphe IV, meurt lors d'une bataille de la guerre des Gugler. Le château devient alors propriété du prince-évêque de Bâle jusqu'en 1376 ou il passe aux mains des comtes de Kyburg qui le vendent, avec le village, aux Habsbourg en 1379. Lors de la bataille de Sempach en 1388, les soldats de la Confédération des VIII cantons attaquent et assiègent le château pendant 7 semaines avant de le prendre au prix de lourdes pertes ; le château et le village reviennent alors au canton de Berne après la signature du traité de paix.
Le château devient alors le siège du bailliage de Nidau et le reste pendant 4 siècles, jusqu'à l'instauration de la République helvétique ; il connait pendant cette période de nombreux changements, parmi lesquels la mise en place d'une nouvelle porte en 1546, la réfection des tours en 1587 et l'ajout d'une aile résidentielle au XVIIe siècle. Par la suite, les douves seront comblées et plusieurs segments du mur d'enceinte seront détruits à la suite de la correction des eaux du Jura et du retrait des eaux de la rivière et de l'abaissement du niveau du lac de Bienne.
Le château est inscrit comme bien culturel d'importance nationale. Il accueille l'administration cantonale, ainsi qu'un musée et une exposition sur la correction des eaux du Jura.

## Sources
- (en) Cet article est partiellement ou en totalité issu de l’article de Wikipédia en anglais intitulé « Nidau Castle » (voir la liste des auteurs).